# Davide Besso
Davide Besso (Trieste, 28 luglio 1845 – Frascati, 8 agosto 1906) è stato un matematico italiano.

## Biografia
Ebreo sefardita, nel 1866 si laureò a Pisa, dopodiché incominciò a insegnare presso le scuole medie. Tra il 1871 e il 1888 insegnò presso l'Istituto Tecnico di Roma, poi, nel 1888, ottenne la cattedra di calcolo infinitesimale all'Università di Modena. Nel 1896 andò in pensione. Nel 1886 a Roma fu fondato da lui il Periodico di Matematica.
Scrisse una sessantina di pubblicazioni che trattano di Analisi, equazioni algebriche di 5º grado e di 6º grado e di equazioni differenziali lineari.
Fu zio dell'ingegnere italo-svizzero Michele Besso
.